# Deltochilum cupreicole
Deltochilum cupreicole là một loài bọ cánh cứng trong họ Bọ hung (Scarabaeidae).